# Teenage Head (Flamin’ Groovies-album)
Az 1971-es Teenage Head a Flamin’ Groovies harmadik nagylemeze. Szerepel az 1001 lemez, amit hallanod kell, mielőtt meghalsz című könyvben.

## Az album dalai
| 1. | High Flyin' Baby       | Cyril Jordan, Roy Loney | 3:31 |
| 2. | City Lights            | Jordan, Loney           | 4:25 |
| 3. | Have You Seen My Baby? | Randy Newman            | 2:52 |
| 4. | Yesterday's Numbers    | Jordan, Loney           | 3:59 |

| 1. | Teenage Head     | Jordan, Loney         | 2:52 |
| 2. | 32-20            | Robert Johnson, Loney | 2:04 |
| 3. | Evil Hearted Ada | Loney                 | 3:21 |
| 4. | Doctor Boogie    | Jordan, Loney         | 2:32 |
| 5. | Whiskey Woman    | Jordan, Loney         | 4:47 |

| 10. | Shakin' All Over   | Fred Heath, Frederick Heath, Johnny Kidd | 6:05 |
| 11. | That'll Be the Day | Jerry Allison, Buddy Holly, Norman Petty | 2:22 |
| 12. | Louie, Louie       | Richard Berry                            | 6:48 |
| 13. | Walkin' the Dog    | Rufus Thomas                             | 3:41 |
| 14. | Scratch My Back    | Slim Harpo                               | 4:50 |
| 15. | Carol              | Chuck Berry                              | 3:15 |
| 16. | Going Out Theme    | Alexander, Jordan, Loney, Lynch, Mihm    | 3:04 |

## Közreműködők
- Cyril Jordan – gitár, ének
- Roy Loney – gitár, ének
- Tim Lynch – gitár
- George Alexander – basszusgitár
- Danny Mihm – dob
- Jim Dickinson – zongora

## Fordítás
Ez a szócikk részben vagy egészben a Teenage Head (Flamin' Groovies album) című angol Wikipédia-szócikk ezen változatának fordításán alapul.  Az eredeti cikk szerkesztőit annak laptörténete sorolja fel. Ez a jelzés csupán a megfogalmazás eredetét és a szerzői jogokat jelzi, nem szolgál a cikkben szereplő információk forrásmegjelöléseként.